# Hydroides stoichadon
Hydroides stoichadon är en ringmaskart som beskrevs av Zibrowius 1971. Hydroides stoichadon ingår i släktet Hydroides och familjen Serpulidae. Inga underarter finns listade i Catalogue of Life.